# Chiesa di Santa Maria (Lucca)
La chiesa di Santa Maria è una chiesa di Lucca che si trova in località Sesto di Moriano.

## Storia e descrizione
Di origine medioevale, a navata unica con abside, presenta nel catino absidale un affresco con Cristo benedicente tra angeli riferibile al "Maestro di San Frediano", il pittore più significativo della prima metà del Trecento a Lucca. La chiesa, che conserva un semplice fonte battesimale del XII secolo, oggi non è più officiata ed è usata come sala parrocchiale.
Accanto è stato costruito nel Cinquecento un altro edificio, modificato tra Settecento e Ottocento. All'interno la zona presbiteriale è affrescata a motivi di finte architetture da riferire a Bartolomeo de Santi. All'altare maggiore è una Assunzione della Vergine di Alessandro Ardenti (seconda metà del Cinquecento).Chiamata anche l'Antica Pieve.

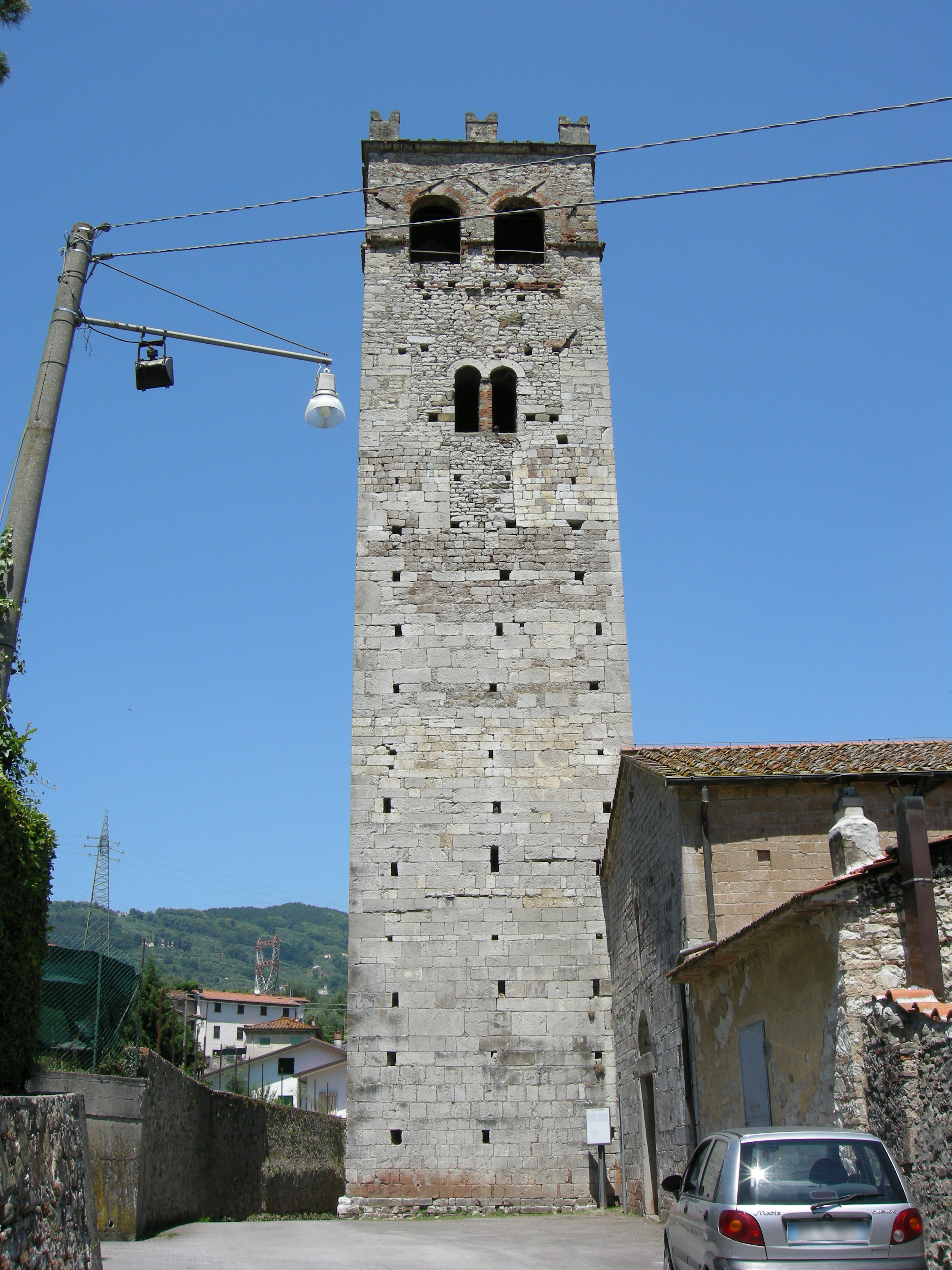
Il campanile
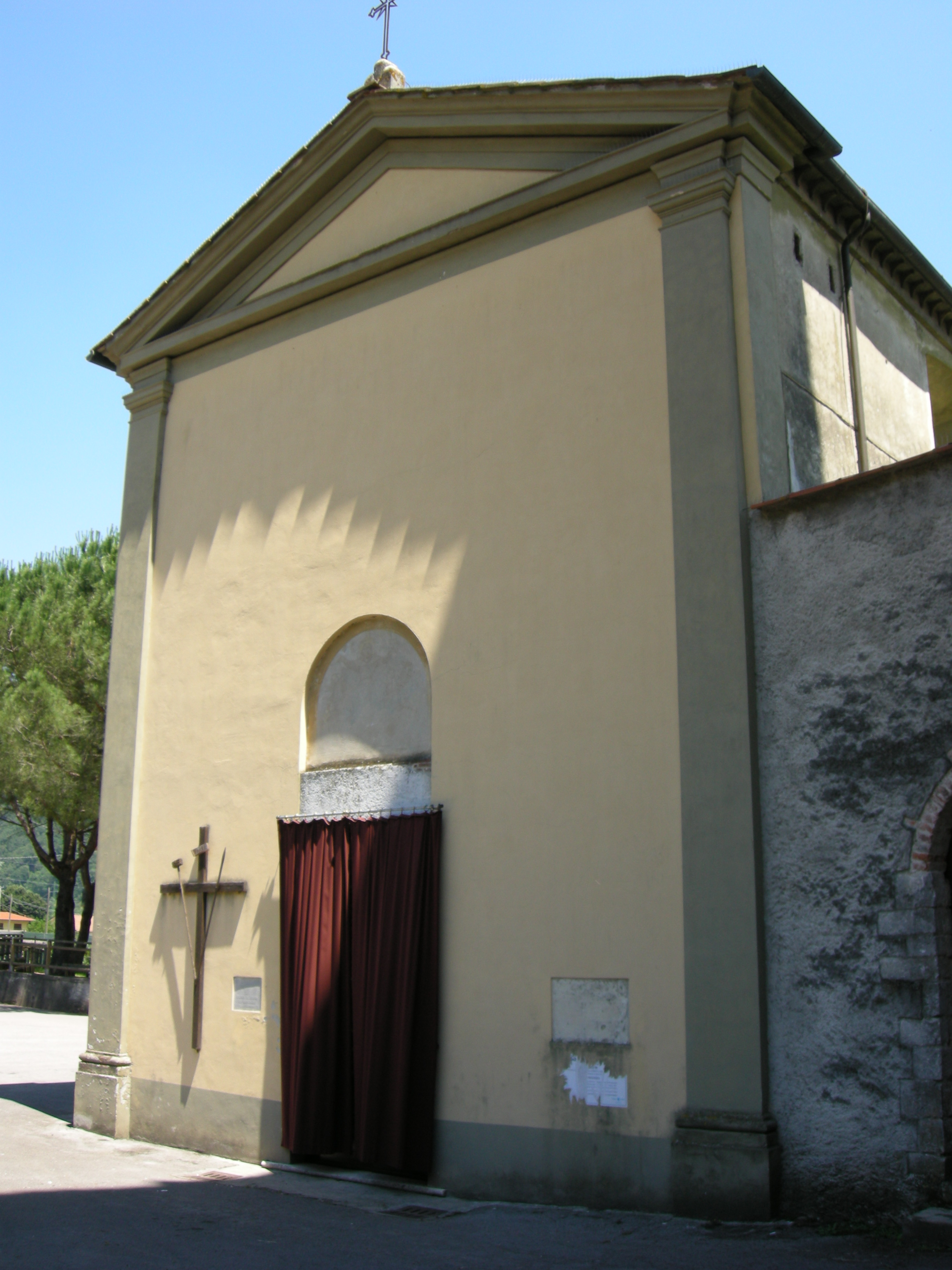
La nuova parrocchiale